# Ryan Alebiosu
Ryan Alebiosu (ur. 17 grudnia 2001 w Islington) – angielski piłkarz występujący na pozycji prawego obrońcy w Blackburn Rovers.

## Kariera
Alebiosu dołączył do akademii londyńskiego Arsenalu w wieku 8 lat. Profesjonalny kontrakt z klubem podpisał w 2020 roku. 
W styczniu 2022 dołączył do występującej ówcześnie w League One drużyny Crewe Alexandra na zasadzie wypożyczenia do końca sezonu. 1 lutego zaliczył debiut dla klubu, rozgrywając pełne 90 minut w ligowej porażce 0:1 z Gillingham. 
21 lipca 2022 Alebiosu został wypożyczony do grającego w w szkockiej Premiership zespołu Kilmarnock. Zadebiutował 30 lipca 2022 w spotkaniu z Dundee United zakończonym remisem 1:1.
6 września 2023 przeszedł za nieujawnioną kwotę do belgijskiego klubu Kortrijk. Zadebiutował 23 września 2023 w porażce 0:1 z Royal Charleroi, zmieniając w 72. minucie gry Diona De Neve.
3 lutego 2025 dołączył do St. Mirren na zasadzie wypożyczenia do końca sezonu. Debiut dla szkockiego zespołu zaliczył 16 lutego, w spotkaniu z Hibernian zakończonym remisem 0:0.
10 lipca 2025 Alebiosu dołączył za nieujawnioną kwotę do grającej w angielskiej Championship drużyny Blackburn Rovers, podpisując z klubem 3–letni kontrakt.

## Statystyki
(aktualne na dzień 11 lipca 2025)
| Klub                   | Sezon              | Liga               | Liga  | Liga | Puchar Kraju | Puchar Kraju | Puchar Ligi | Puchar Ligi | Inne  | Inne | Suma  | Suma |
| Klub                   | Sezon              | Dywizja            | Mecze | Gole | Mecze        | Gole         | Mecze       | Gole        | Mecze | Gole | Mecze | Gole |
| ---------------------- | ------------------ | ------------------ | ----- | ---- | ------------ | ------------ | ----------- | ----------- | ----- | ---- | ----- | ---- |
| Arsenal                | 2020/21            | Premier League     | 0     | 0    | 0            | 0            | 0           | 0           | 3     | 0    | 0     | 0    |
| Arsenal                | 2021/22            | Premier League     | 0     | 0    | 0            | 0            | 0           | 0           | 4     | 0    | 4     | 0    |
| Arsenal                | Ogólnie            | Ogólnie            | 0     | 0    | 0            | 0            | 0           | 0           | 7     | 0    | 4     | 0    |
| Crewe Alexandra (wyp.) | 2021/22            | League One         | 6     | 0    | 0            | 0            | 0           | 0           | 0     | 0    | 6     | 0    |
| Kilmarnock (wyp.)      | 2022/23            | Premiership        | 23    | 0    | 2            | 0            | 4           | 0           | —     | —    | 29    | 0    |
| KV Kortrijk            | 2023/24            | Eerste klasse A    | 12    | 0    | 0            | 0            | —           | —           | —     | —    | 12    | 0    |
| KV Kortrijk            | 2024/25            | Eerste klasse A    | 13    | 0    | 0            | 0            | —           | —           | —     | —    | 13    | 0    |
| KV Kortrijk            | Ogólnie            | Ogólnie            | 25    | 0    | 0            | 0            | 0           | 0           | 0     | 0    | 25    | 0    |
| St Mirren (wyp.)       | 2024/25            | Premiership        | 13    | 0    | 1            | 0            | 0           | 0           | —     | —    | 14    | 0    |
| Blackburn Rovers       | 2025/26            | Championship       | 0     | 0    | 0            | 0            | 0           | 0           | —     | —    | 0     | 0    |
| Ogólnie w karierze     | Ogólnie w karierze | Ogólnie w karierze | 67    | 0    | 2            | 0            | 4           | 0           | 7     | 0    | 80    | 0    |

1. ↑  Uwzględnia występy w Pucharze Szkocji
2. ↑  Uwzględnia występy w Pucharze Ligi Szkockiej
3. 1 2  Występy dla drużyny U-21 w EFL Trophy